# Polyipnus latirastrus
Polyipnus latirastrus es un pez que pertenece a la familia Sternoptychidae. Habita en aguas del Océano Pacífico, a profundidades de entre 696 y 888 metros (2300 y 2900 pies).
Esta especie fue reconocida por primera vez en 1994 por Last & Harold.